# 久富達夫
久富 達夫（ひさとみ たつお、1898年10月2日 - 1968年12月27日）は、日本のジャーナリスト、政治家、スポーツ功労者。 毎日新聞政治部長、内閣情報局次長、国立競技場会長を歴任。

## 生涯
東京市深川区出身。東京帝国大学工学部〔1922年〕卒、 東京帝大法学部〔1924年〕卒。
1924年、大阪毎日新聞社に入り、アフリカに特派。1929年、東京日日新聞(のちの毎日新聞)政治部に転勤。1934〜1938年、政治部長、編集総務。
1940年、近衛文麿首相に望まれて、内閣情報局次長。日本出版会会長、NHK専務理事を経て、再び情報局次長となり、終戦の玉音放送を進言。1946年、公職追放、1951年解除後日本航空協会副会長。1952年日本教科図書販売社長、1957年日本教育テレビ（現・テレビ朝日）取締役、1958年国立競技場会長、オリンピック東京大会組織委員など歴任。アマのスポーツ界の指導者で、自らも柔道、水泳、ラグビー、陸上競技をした。

## 受賞
- 交通文化賞〔昭和38年〕
- 藍綬褒章〔昭和39年〕
- ポール・ティサンディエ褒章(国際航空協会)〔昭和43年〕
- 勲二等旭日重光章〔昭和43年〕

## 家族
- 兄　郷隆 - 教育者、ボート競技選手。